# Exit (revue)
Pour les articles homonymes, voir Exit.
Fondée en 1995, Exit est une revue québécoise trimestrielle qui publie des textes de poésie inédits. Chaque numéro présente une première section regroupant des créations littéraires et une seconde qui réfléchit aux enjeux liés à la poésie ou propose des entretiens avec des auteurs et des autrices.

## Histoire de la revue
Le poète Tony Tremblay et l'éditeur et conteur André Lemelin fonde Exit en 1995. À cette époque, les Éditions Gaz moutarde, qui publiaient auparavant des livres et une revue éponyme, n'étaient plus actives, mais étaient encore éligible à des subventions. Les cofondateurs, ayant besoin de financement pour leur nouvelle revue, ont donc eu l'idée de fusionner Exit et Gaz moutarde pour assurer la survie des deux entités.
Alors que Denise Brassard devient l'unique directrice littéraire en 2000, l'équipe de la revue Exit crée de nouvelles sections qui comportent des réflexions critiques et des essais. Les sections « Regard », « Entretien », « Invitation », « Passage » et « Dialogue » s'alternent à chaque publication pour compléter le numéro à la suite des textes de création. Lorsque Stéphane Despaties est nommé directeur littéraire en 2004, il décide de mettre de l'avant la section « Dialogue » qui consistent en des entretiens avec des auteurs et des autrices, dont un grand nombre sont originaires de l'extérieur du Canada.
Depuis 2014, Exit publie annuellement les textes des trois lauréats au Prix Geneviève-Amyot, fondé par la librairie Pantoute et les Éditions du Noroît en l'honneur de la poétesse Geneviève Amyot.
La revue Exit bénéficie d'un soutien financier du Conseil des arts du Canada, du Conseil des arts et des lettres du Québec et du Conseil des arts de Montréal.
Exit est membre de la Société de développement des périodiques culturels québécois (SODEP) depuis 1997.

## Comité de rédaction, contributeurs et contributrices
Depuis 2004, la direction littéraire de la revue est assurée par Stéphane Despatie.
En 2022, le comité de rédaction regroupe Francis Catalano, Corinne Chevarier et Stéphane Despatie.
L'équipe d'Exit est également constituée du directeur général Pierre Bastien, l'adjoint à l’administration, Dominique Lauzon et la correctrice Dominique Robert. Alain Reno s'occupe des pages couverture (depuis la création de la revue), Isabelle Toussaint de la mise en page et Didier Guillemette du site web.

### Directeurs et directrices
- 1996-1999 : Tony Tremblay[3]
- 1996-2004 : Denise Brassard[8]
- 2004-aujourd'hui : Stéphane Despatie